# Chicago (grup)
Per a altres usos de la paraula Chicago, vegeu Chicago (desambiguació)

Chicago és un grup de pop-rock i fusió jazz americà format el 1967 a Chicago, Illinois. Va començar com un grup experimental de rock, i més tard, es va traslladar a un so més suau (soft-rock), i arribà a ser famós per a la producció d'una sèrie de balades d'èxit. Han tingut i tenen una presència constant a les llistes d'èxits, especialment durant els anys 70 i 80. Després dels Beach Boys, en termes de vendes de singles i àlbums, Chicago és el grup de música de més èxit als Estats Units.
Segons la revista Billboard, Chicago va ser el líder de senzills dels EUA durant la dècada del 1970. Han venut més de 120 milions d'àlbums en tot el món, 22 d'or, 18 de platí, i 8 de multiplatí. En el transcurs de la seva carrera han tingut cinc àlbums al número u, i han tingut vint-i-una cançons hits.
Inicialment el grup s'anomenà Chicago Transit Authority, nom que van haver de retallar per problemes jurídics amb l'ajuntament de la ciutat. El grup continua en actiu el 2009.

## Els inicis: 1967-1968
El grup estava integrat, inicialment, per Lee Loughnane (trompeta), James Pankow (trombó), Walter Parazaider (saxo, flauta), Robert Lamm (veu i piano, orgue), Terry Kath (guitarra i veu), Peter Cetera (baix i veu) i Danny Seraphine (batería, percussió). Al contrari que Blood Sweat & Tears, l'altre gran grup de rock-jazz americà, Chicago ha mantingut una formació bastant estable, al llarg de la seva història.
El grup es formà l'hivern de 1967, a partir del nucli del grup de Kath, Parazaider i Seraphine, anomenada The Missing Links. Durant una jam session a la Universitat DePaul, s'hi van afegir a l'escenari Pankow i Loughnane. El nou grup s'anomenà The Big Thing. Poc després es va completar amb Cetera i Lamm. Fou aquest últim que va embarcr el grup en una gira a Los Angeles, on ja havien adoptat el nou nom de Chicago Transit Authority. Hi van obtenir un inesperat èxit.
Aquest mateix any, el productor James William Guercio, decidí tutelar-los i renuncià a produir el primer disc de Blood Sweat & Tears, tal com li havia demanat Al Kooper. Va produir el segon, després que CBS li hagués donat llum verd per a la gravació del primer àlbum dels «seus nois».

## Primera etapa: 1969-1971
El primer àlbum va aparèixer sota el nom del mateix grup, Chicago Transit Authority (Columbia, 1969) i es tracta d'un doble disc. Alguns dels talls inclosos en aquest primer àlbum són essencials en el so del rock americà de la darreria d'aquella dècada: rock progressiu i, com es deia aleshores, underground «I'm a man»; l'electritzant «Free form guitar»; cançons robustes i sòlids, com «Introduction»; vertaderes joies pops com: «Does anybody really know what time it is?» o «Beginnings», amb el seu set final de percussió. L'àlbum va tenir un impacte mediàtic enorme i va aconseguir índexs de venda arreu de tot el món, prou per justificar una primera gira per Europa l'octubre del 1969.
A Espanya, aquest primer àlbum doble, per raons comercials, es va publicar com dos àlbums separats amb diversos mesos de diferència: Chicago Transit Authority i I'm a man.
Un any més tard, el grup va publicar un segon àlbum doble, sota el títol de Chicago II (1970). Aquest nou disc contenia diversos èxits, com «25 or 6 to 4», i algunes de les seves obres mestres: La suite «Ballet for a girl in Buchanan», a set parts, o «Poem for the people». També va incloure una bonica composició de música contemporània, composta per Terry Kath i orquestrada per Peter Matz, anomenada «Prelude / Mourning»; a més a més d'alguns cançons pop, com per exemple: «Where do we go from here?» Aquest disc va ser el primer àlbum doble de rock editat a Espanya.
El tercer disc, també doble, anomenat Chicago III (1971), va ser del parer de l'anterior. Té també un bon nivell creatiu, tot i que és inferior a les dues anteriors. Va incloure també tres suites, entre les quals destaca la poderosa «An hour in the shower», cantada per Kath. No hi va haver, en aquest cas, cap èxit espatarrant però bones vendes.
Aquell mateix any, el grup va publicar un quàdruple àlbum en directe, Chicago IV (1971), que no va aportar realment res a la seva discografia.

### Chicago Transit Authority
- Sortida a Amèrica: maig 1969
- Posició a les llistes de vendes americanes: LP Chart Position #17
- Cançons: 1.Introduction (6:35)(Terry Kath), 2.Does Anybody Really Know What Time It Is? (4:36) (Robert Lamm), 3.Beginnings (7:54)(Robert Lamm), 4.Questions 67 And 68 (5:02)(Robert Lamm), 5.Listen (3:21)(Robert Lamm), 6.Poem 58 (8:37)(Robert Lamm), 7.Free Form Guitar (6:47)(Terry Kath), 8.South California Purples (6:11)(Robert Lamm), 9.I'm A Man (7:39)(Steve Winwood / James Miller), 10. Prologue, August 29, 1968 (0:57)(James William Guercio), 11.Someday (August 29, 1968) (4:13) (James Pankow / Robert Lamm), 12.Liberation (14:38)(James Pankow)
- Grup: Peter Cetera: baix i veu; Terry Kath: guitarra i veu; Robert Lamm: teclats i veu; Lee Loughnane: trompeta i veu; James Pankow: trombó; Walter Parazaider: clarinet i veu, i Daniel Seraphine: bateria.
- Producció: James William Guercio; Enginyer Fred Catero; Gravat i mesclat a Columbia Recording Studios, New York, NY. Abril 1969. Arranjaments metalls de James Pankow. Disseny gràfic de la coberta: Nick Fasciano.

### Chicago II
- Sortida a Amèrica: gener del 1970.

- Posició a les llistes de vendes americanres: LP Chart Position #4, febrer del 1970.

- Cançons: 1.Movin' In (4:06)(James Pankow); 2.The Road (3:10) (Terry Kath); 3.Poem For The People (5:35) (Robert Lamm); 4.In The Country (6:35) (Terry Kath); 5.Wake Up Sunshine (2:32) (Robert Lamm)

Ballet For A Girl In Buchannon 6-12; 6.Make Me Smile (3:15) (James Pankow); 7.So Much to Say; So Much to Give (1:12) (James Pankow); 8.Anxiety's Moment (1:00)(James Pankow); 9.West Virginia Fantasies (1:33)(James Pankow); 10.Colour My World (3:00) (James Pankow); 11.To Be Free (1:15)(James Pankow); 12.Now More Than Ever (1:25)(James Pankow)
13 Fancy Colours (5:09)(Robert Lamm); 14. 25 Or 6 To 4 (4:58) (Robert Lamm); 15.Prelude (1:09)(Terry Kath / Peter Matz); 16.A.M. Mourning (2:05) (Terry Kath / Peter Matz); 17.P.M. Mourning (1:58)(Terry Kath / Peter Matz); 18.Memories of Love (3:58)(Terry Kath);
It Better End Soon 19-22 : 19.1st Movement (2:33) (Robert Lamm); 20.2nd Movement (3:40)(Walter Parazaider / Robert Lamm); 21.3rd Movement (3:18) (Terry Kath / Robert Lamm); 22.4th Movement (:55) (Robert Lamm);
23.Where Do We Go From Here? (2:53)(Peter Cetera).
- Grup: Peter Cetera: baix i veu; Terry Kath: guitarra i veu; Robert Lamm: teclats i veu; Lee Loughnane: trompeta i veu; James Pankow: trombó; Walter Parazaider: clarinet i veu, i Daniel Seraphine: bateria.

- Producció: James William Guercio; Enginyers: Donald Puluse, Brian Ross-Myring & Chris Hinshaw; Gravat i mesclat a Columbia Recording Studios, New York, NY. Abril 1969. Disseny gràfic: John Berg i Nick Fasciano.

### Chicago III
- Sortida a Amèrica: gener del 1971.

- Posició a les llistes de vendes americanes: LP Chart Position #2, gener 1971.

- Cançons: 1.Sing A Mean Tune Kid (9:18)(Robert Lamm); 2.Loneliness Is Just A Word (2:38)(Robert Lamm); 3.What Else Can I Say (3:13)(Peter Cetera); 4. I Don't Want Your Money (4:47)(Terry Kath / Robert Lamm)

Travel Suite 5-10 5.Flight 602 (2:44)(Robert Lamm); 6.Motorboat To Mars (1:30)(Daniel Seraphine); 7.Free (2:15)(Robert Lamm); 8.Free Country (5:46)(Robert Lamm / Walter Parazaider / Terry Kath);9.At The Sunrise (2:48)(Robert Lamm); 10.Happy 'Cause I'm Going Home (7:38)(Robert Lamm);
11.Mother (4:31)(Robert Lamm); 12.Lowdown (3:36)(Peter Cetera / Daniel Seraphine)
An Hour In The Shower 13-17 : 13.A Hard Risin' Morning Without Breakfast (1:52)(Terry Kath); 14.Off To Work (0:45)(Terry Kath);15.Fallin' Out (0:52)(Terry Kath);16.Dreamin' Home (0:49)(Terry Kath); 17.Morning Blues Again (1:11)(Terry Kath)
Elegy 18-23: 18.When All The Laughter Dies In Sorrow (1:03); (Kendrew Lascelles); 19.Canon (1:05)(James Pankow);20.Once Upon A Time... (2:34)(James Pankow); 21.Progress? (2:34)(James Pankow / James William Guercio); 22.The Approaching Storm (6:26)(James Pankow); 23.Man Vs. Man: The End (1:33)(James Pankow)
- Grup: Peter Cetera: baix i veu; Terry Kath: guitarra i veu; Robert Lamm: teclats i veu; Lee Loughnane: trompeta i veu; James Pankow: trombó; Walter Parazaider: clarinet i veu, i Daniel Seraphine: bateria.

- Producció: James William Guercio; Enginyers: Don Puluse & Sy Mitchel; Gravat i mesclat a Columbia Recording Studios, New York, NY. Abril 1969. Disseny gràfic: John Berg.

### Chicago IV
- Gravat al Carnegie Hall de Nova York la setmana del 5 al 10 d'abril del 1971.

- Sortida a Amèrica: octubre del 1971.

- Posició a les llistes de vendes americanes: LP Chart Position #3, octubre del 1971.

- Cançons: (Aquest ordre no és el dels 4 LPs originals, sinó del tripe CD que actualment es comercialitza)

CD 1: 1.In the Country (10:34)(Terry Kath); 2.Fancy Colours (5:16)(Robert Lamm); 3.Does Anybody Really Know What Time It Is? (Free Form Intro) (6:22) (Robert Lamm); 4.Does Anybody Really Know What Time It Is? (3:26)(Robert Lamm); 5.South California Purples (15:35)(Robert Lamm); 6.Questions 67 And 68 (5:36)(Robert Lamm); 7.Sing A Mean Tune Kid (12:54) (Robert Lamm); 8.Beginnings (6:29)(Robert Lamm)
CD 2: It Better End Soon 1-5: 1.1st Movement (2:55) (Robert Lamm); 2.2nd Movement (Flute Solo) (5:01); (Walter Parazaider / Robert Lamm); 3.3rd Movement (Guitar Solo) (2:43) (Terry Kath / Robert Lamm); 4.4th Movement (Preach) (3:09)(Robert Lamm / Terry Kath); 5.5th Movement (2:09)(Robert Lamm); 6.Introduction (7:11)(Terry Kath);
7.Mother (8:21)(Robert Lamm); 8.Lowdown (3:59) (Peter Cetera / Danny Seraphine); 9.Flight 602 (3:33) (Robert Lamm) ;10.Motorboat to Mars (3:00) (Danny Seraphine); 11.Free (5:05)(Robert Lamm); 12.Where Do We Go From Here (4:08)(Peter Cetera); 13. I Don't Want Your Money (5:24) ;(Terry Kath / Robert Lamm)
CD 3 : 1.Happy 'Cause I'm Going Home (7:51) (Robert Lamm); Ballet For A Girl In Buchannon 2-8: 2.Make Me Smile (3:31) (James Pankow); 3.So Much To Say, So Much To Give (1:00)(James Pankow); 4.Anxiety's Moment (1:09)
(James Pankow); 5.West Virginia Fantasies (1:31) (James Pankow); 6.Colour My World (3:27)(James Pankow); 7.To Be Free (1:22)(James Pankow); 8.Now More Than Ever (3:25)(James Pankow); 9.A Song For Richard And His Friends (6:59)
(Robert Lamm); 10.25 Or 6 To 4 (6:35)(Robert Lamm); 11.I'm A Man (8:52)(Steve Winwood / James Miller)
- Grup: Peter Cetera: baix i veu; Terry Kath: guitarra i veu; Robert Lamm: teclats i veu; Lee Loughnane: trompeta i veu; James Pankow: trombó; Walter Parazaider: clarinet i veu, i Daniel Seraphine: bateria.

- Producció: James William Guercio; Enginyers: Don Puluse, Bud Graham, Hank Altman, Aaron Baron, Larry Dalkstrom; Disseny gràfic: Nick Fasciano/dibuixat per Beverly Scott.

## Decadència creativa, èxit comercial: 1972-1977
De 1972 fins a la mort de Terry Kath, les composicions del grup se sustenten bàsicament sobre els tres diferents estils dels tres lletristes principals del grup: el jazz-pop de Robert Lamm, el hard-rock-blues de Terry Kath, i el soft-rock de Peter Cetera, arranjades totes elles per la potent i innovadora secció de vent de Chicago, Pankow i Loughanne, la qual cosa que malgrat la diferència d'estils li donà un so propi.
La seva època d'or musicalment parlant va semblar conclosa amb el disc Chicago V (1972) que, tot i que quan contenia algunes cançons bones («Dialogue», «A hit by Varese»…) i algun hit remarcable «Saturday in the park», mancava ja del nivell creatiu dels tres primers. Malgrat tot, va ser el primer dels seus discos a atènyer el número u als EUA, i el començament d'una ratxa que va durar fins a l'onzè disc.
Aquell mateix any, es va publicar un altre àlbum en directe, Live in Japan (1972).
Els següents anys van veure com el grup treia nous discs a un ritme elevat (sis discs en cinc anys). El grup s'havia reforçat amb un percussionista, Laudir de Oliveira, que ja havia col·laborat amb ells a algunes gires, i la producció continuava en mans de Guercio, però la seva música va perdre força creativa, el que no va obstar un considerable èxit comercial, especialment amb l'àlbum Chicago X (1976), que contenia es seu més conegut succés: «If you leave me now», una bonica balada, cantada per Cetera, que va ser un èxit a escala mundial i va motivar una nova gira per Europa.

## La crisi: 1978-1983
El 1978, Guercio va abandonar definitivament la producció del grup, que va entrar en una profunda crisi. Terry Kath va morir d'un tret quan jugava a la ruleta russa, i va ser reemplaçat pel guitarrista Donnie Dacus. Els següents discs, Hot streets (1978) i XIII (1979), produïts per Phil Ramone, són un relatiu fracàs comercial i artístic, igual que el mediocre XIV (1980). Per primera vegada des de l'aparició del grup, un nou disc de Chicago no entrava al Top 50 de Billboard, ni tan sols en els últims llocs.
Musicalment, el grup cau en una repetició monòtona d'esquemes, abusant dels sons soft rock, i clonant successives balades cantades per Cetera, en un intent de reeditar l'èxit del 1976. Durant la gira 1982-83, Dacus és substituït per Bill Champlin (que després tornarien a diferents gires), i el disc que es publica aquell any, Chicago 16, torna a entrar als primers llocs de les llistes de vendes. El primer senzill d'aquest àlbum, «Hard to say i'm sorry», va arribar al número u a Billboard i a altres llistes de popularitat al món. Així, sembla acabar-se la crisi.

## La supervivencia: 1984-2009
El disc Chicago 17 (1984) és l'últim que Peter Cetera va gravar, que va contenir dos dels més grans èxits soft rock de la història del grup: «Hard Habit to break» i «You're the inspiration». Peter Cetera va abandonar el grup i iniciar una aventura solitària. L'escollit, després de nombroses audicions, va ser Jason Scheff, que s'ajustava al que el grup buscava (un bon cantant, amb un cert toc «Cetera» i un baixista sòlid, fill del baixista que acostumava a acompanyar Elvis Presley). El 1990 Danny Seraphine va abandonar el grup i és substituït per Tris Imboden. Alguns anys després (1995), Keith Howland s'hi va incorporar com guitarrista definitiu, en convèncer la resta del grup. Segons declaracions de membres del grup, des de la mort de Terry Kath no havien trobat el so ni el toc de guitarra que buscaven, fins a l'aparició de Keith Howland; so que no havien trobat en guitarristes com Donnie Dacus, Chris Pinnick o Dawayne Bailey.
En tot aquest període, Chicago continua traient discs amb regularitat i realitzant gires pels EUA. Els discs d'estudi, des d'aleshores, ja no tenen cap interès musical, refugiats en el seu còmode soft rock, ni tampoc aconsegueixen grans vendes. No és el cas de les recopilacions, que se continuen editant cada cert temps i que obtenen millors resultats comercials. El grup roman actiu el 2009 i amb una àmplia agenda de concerts, després dels seus dos últims discs d'estudi, Chicago XXX, publicat el 2006, i Chicago XXXII- Stone of Sisyphus, publicat el 2008.

### Chicago, Night & Day Big Band. (Chicago 22)
- gravat: Maig del 1995)
- posició a les llistes: POP # 90

### The Heart Of Chicago 1967-1997 (recopilació). (Chicago 23)
- gravat: Abril del 1997
- posició a les llistes: POP # 55; UK # 21

### The Heart Of Chicago 1967-1998 Volume II (recopilació). (Chicago 24)
- Data de gravació: el 1998
- Posició a les llistes: POP #154 (Maig del 1998) - POP # 154

### What's it gonna be Santa? (Chicago 25)
Sortida al mercat americà: (Agost del 1998). No publicat a Espanya.
Posició a les llistes: US #47 (Agost del 1998) US # 47

### Chicago, Live In Concert. (Chicago 26)
- Publicat a Amèrica: Octubre del 1999

### The Very Best Of: Only The Beginning (recopilació). (Chicago 27)
- Publicat a Amèrica: Juliol de 2002
- Posició a les llistes: POP # 38; UK # 11

### The Box, (recopilatori) (Chicago 28)
- Publicat a Amèrica: Juliol del 2003
- Caixa amb 4 Cd's que contenen 100 cançons i un DVD amb un concert del 1972, i un altre promocional del Chicago XIII.

### Love Songs (recopilació). (Chicago 29)
- Publicat a Amèrica: Gener del 2005
- Posició a les llistes: POP # 57

### Chicago XXX
- Publicat a Amèrica: Març del 2006
- Posició a les llistes: POP # 41

### The Best Of Chicago: 40th Anniversary Edition (recopilació).(Chicago 31)
- Data publicació a Amèrica: Octubre del 2007
- Posició a les llistes: POP # 100

### Stone of Sisyphus (XXXII)
- Publicat a Amèrica: Juny del 2008. No publicat a Espanya
- Posició a les llistes POP # 122
- Llegendari "àlbum perdut" de Chicago. Gravat el 1993. Els executius de la Warner Bros refusaren publicar-lo en considerar-lo experimental, malgrat que l'àlbum retorna al so original dels tres primers àlbums i fuig del so soft-rock d'en Cetera que ha marcat el grup l'últim decenni. Finalment el 17 de juny del 2008 va ser publicat per la nova discogràfica Rhino.[4]

POP: Billboard 200 Album Chart; UK: UK Album Chart

## Àlbums fora de numeració

### Live in Japan (1972)
- Cançons: 1. Dialogue, Pt. 1 & II (Live In Japan) 6:55, 2. A Hit By Varese (Live In Japan) 4:43, 3. Lowdown (Live In Japan) 4:14, 4. State Of The Union (Live In Japan) 8:14, 5. Saturday In The Park (Live In Japan) 4:19, 6. Make Me Smile (Live In Japan) 3:17, 7. So Much To Say, So Much To Give (Live In Japan) 0:59, 8. Anxiety's Moment (Live In Japan) 1:02, 9. West Virginia Fantasies (Live In Japan) 1:32, 10. Colour My World (Live In Japan) 3:22, 11. To Be Free (Live In Japan) 2:17, 12. Now More Than Ever (Live In Japan) 1:36, 13. Beginnings (Live In Japan) 6:36, 14. Mississippi Delta City Blues (Live in Japan) 5:38, 15. Song For Richard And His Friends (Live In Japan) 7:54, 16. Does Anybody Really Know What Time It Is? (Free form Intro) (Live In Japan) 6:15, 17. Does Anybody Really Know What Time It Is? (Live In Japan) 3:53, 18. Questions 67 and 68 (Live In Japan) 4:51, 19. 25 Or 6 To 4 (Live In Japan) 9:14, 20. I'm A Man (Live In Japan) 10:43 Album Only, 21. Free (Live In Japan).

### The Innovative Guitar of Terry Kath
Disc homenatge a l'extraordinari primer guitarrista de la formació Terry Kath, mort el 28 de gener de 1978, mentre jugava amb una pistola.
- Cançons: 1. Once Or Twice (LP Version) 3:03, 2. I'm A Man (LP Version) 7:42, 3. Dialogue (Part One & Part Two) 7:29, 4. Ain't It Blue? (LP Version) 3:30, 5. 25 Or 6 To 4 (Live Version) 7:44, 6. Mississippi Delta City Blues (Live in Japan) 5:38, 7. Listen (LP Version) 3:24, 8. Southern California Purples (LP Version) 6:28, 9. Darlin' Dear (LP Version) 2:57, 10. An Hour In The Shower: A Hard Risin' Morning Without Breakfast/ Off To Work/ Fallin' Out/ Dreamin' Home/ Morning Blues Again 5:37, 11. In The Country (LP Version) 6:35, 12. I Don't Want Your Money (LP Version) 4:47, 13. Scrapbook (LP Version) 3:30, 14. Free Form Guitar (LP Version).

## Pel·lícula
Electra Glide in Blue, el 1973.
Pel·lícula dirigida pel productor de Chicago James William Guercio, on intervenen com a secundaris quatre membres del grup: Peter Cetera (Bob Zemko), Terry Kath (Killer), Lee Loughnane (Pig Man), i Walter Parazaider (Loose Lips). La pel·lícula al final té una magnífica cançó de Guercio i Kath, interpretada per Terry Kath, "Tell Me", i no apareguda en cap àlbum del grup.

## Guardons
Nominacions
- 1970: Grammy al millor nou artista